# Église Saint-Nicolas-le-Thaumaturge-du-gorodichtché-de-Trouvor
L'église Saint-Nicolas-le-Thaumaturge-du-gorodichtché-de-Trouvorovo (en russe : Церковь Николая Чудотворца на Труворовом городище) est une église construite en pierre blanche, située en périphérie du hameau historique d'Izborsk, dans le raïon de Petchory, dans l'oblast de Pskov, en Russie. Le hameau est un village membre de l'association des Plus Beaux Villages de Russie.
Elle se situe sur une colline, qui était autrefois une colline fortifiée (un gorodichtché en russe). Elle est classée dans la liste de l'héritage patrimonial de la Russie d'intérêt fédéral sous le no 601610483410126. D'autres noms de l'église incluent l'église Saint-Nicolas ; l'église de Saint-Nicolas ; l'église Nicolas de Myre et l'église Saint-Nicolas du Gorodichtché.

## Géographie
L'église Saint-Nicolas se situe à la périphérie nord du hameau d'Izborsk, une localité du raïon de Petchora. Il fait ainsi partie de l'oblast de Pskov, dans le Nord-ouest de la Russie. Le village d'Izborsk est situé proche de la frontière avec l'Estonie. L'édifice se situe sur une colline dominant la rive occidentale du Gorodichtchenskoïe, un lac. Le lac fait partie de la vallée d'Izborsk-Maly, vallée fortement érodée qui va d'Izborsk au village de Vachina Gora au nord. Le lieu de l'édifice offre un panorama exceptionnel sur le lac et la vallée.

## Histoire

### Bâtiments antérieurs et construction

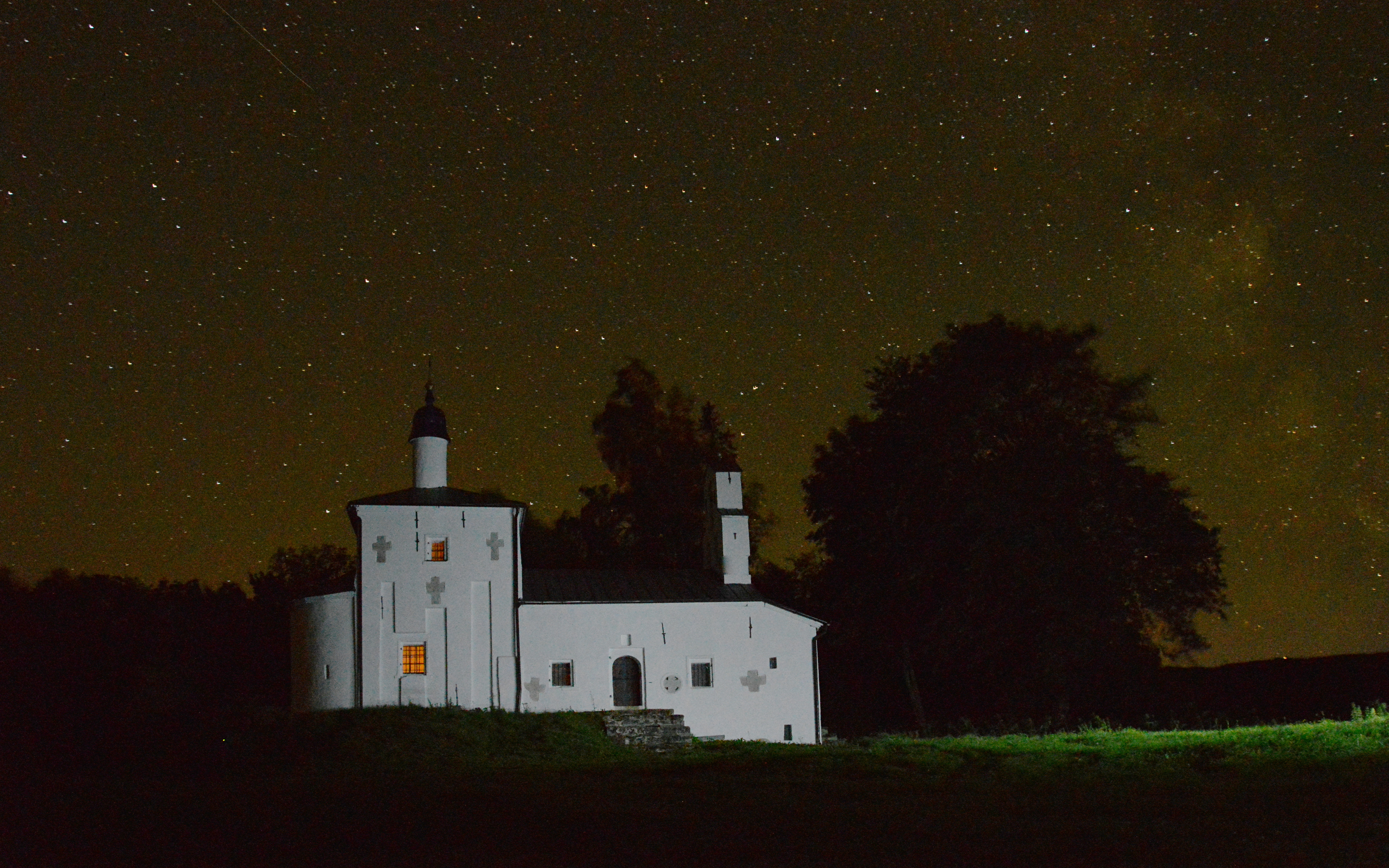
L'édifice de nuit.

On ne connaît pas de manière précise l'époque de construction de l'église, ni par qui elle a été érigée. Il est généralement admis que l'édifice actuel (alors en pierre et en bois) a été construit au XVIIe siècle sur les fondations d'une ancienne église, peut-être une église en bois. Cette église antérieure aurait joué un rôle important dans la vie d'Izborsk aux XIIe – XIIIe siècle. C'est l'emplacement de l'église qui montre cette ancienne importante, car l'édifice antérieure était située dans l'enceinte de la colonie fortifiée de Trouvorovo, juste à côté des vestiges de l'entrée. Construire une église à côté de l'entrée est récurrent chez les sites archéologiques russes, car cela s'agit d'une technique de planification très ancienne.
D'après les documents d'archives du monastère des Grottes de Pskov, un monastère existait en ces lieux. Ce monastère s'appelait probablement le monastère Saint-Nicolas, et d'après lesdites archives, ce monastère a été attribué au monastère des Grottes de Pskov en 1584, sans que sa date de fondation soit connue. La première description remonte à 1682, où il est dit que les bâtiments du monastère ont été reconstruits après un incendie, car « l'ancien a brûlé dans l'incendie... ». C'est dans cette mention que l'église Saint-Nicolas, en pierre, est mentionnée pour la première fois,.

### DuXVIIIesiècleà nos jours
Au XVIIIe siècle, l'église Saint-Nicolas est construite. Elle connaît une reconstruction d'ampleur, avec désormais un vestibule en pierre, un porche, et un clocher (possédant un étage), tandis que sa voûte est reconstruite. La coupole, qi était auparavant en bois, est reconstruite en pierre. À ce moment-là, le monastère est encore décrit dans les archives ecclésiastiques, mais il finit par être aboli peu de temps après 1673. L'église Saint-Nicolas devient un temps siège d'une paroissse (volost), avant d'être attribué en 1820 à l'église de la Nativité de la Vierge d'Izborsk.
L'église Saint-Nicolas, qui est décrite dans les archives en 1764, ne connait pas de reconstruction significative au XIXe siècle. Durant ce siècle, des travaux de restaurations mineurs ont lieu et l'étage du beffroi est construit. Jusqu'au XIXe siècle, il subsiste un petit cimetière et une clôture autour de l'église.
À en juger par l'état de l'édifice, il n'a pas connu ni les évènements de la révolution de 1917, ni la période soviétique. Pendant l'époque soviétique, nombre d'églises russes ont été transformé ou détruit, mais elle est restée. Dans les années 1960, l'église a été récupéré par le Musée-réserve d'État d'Izborsk, et fait depuis partie du musée.
Depuis la liste du 30 août 1960, le monument est classé comme objet patrimonial culturel d'importance fédérale,.

## Architecture

### L'édifice
L'église Saint-Nicolas est un édifice petit, allongé sur un axe ouest-est, avec le réfectoire plus le porche totalisant 19 mètres de long, tandis que la largeur est de 6,5 mètres. L'édifice ne possède qu'une coupole et qu'une abside. Des dalles de calcaire local, enduites et blanchies à la chaux, constituent l'église, tandis que les sols sont en pierre. La décoration intérieure de l'église n'a pas été conservée.
L'édifice est un quadrilatère qui possède un toit en croupe en fer, au-dessus duquel s'élève un petit tambour avec une coupole en forme de cloche et une assez grande croix en fer au-dessus. Le tambour possède de fausses fenêtres.
L'abside est un demi-cylindre abaissé sur la côté est, tandis que le réfectoire oblong possède un vestibule adjacent à l'ouest. Ces deux volumes sont de volumes différents, mais de hauteur égale. Le réfectoire est couvert d'une voûte en berceau. Le porche à l'avant couvert d'une toiture à pignon en fer forgé. Au-dessus du porche s'élève un beffroi à deux niveaux, dont le premier niveau a des piliers arrondis et le second, qui une seule travée, a une finition en forme de fronton. Devant le porche se trouvent les marches d'entrée.
La particularité de l'église se montre dans les renfoncements verticaux étroits sur les murs nord et sud, atteignant jusqu'aux deux tiers de la hauteur totale de l'édifice.
L'église, de par la forme de son volume et sa direction vers le haut, a une similitude avec les églises moscovites du XVIIe siècle. Mais elle est surtout de par l'ensemble de ses éléments un reflet de l'école architecturale de Pskov (ru),.

### Les décorations

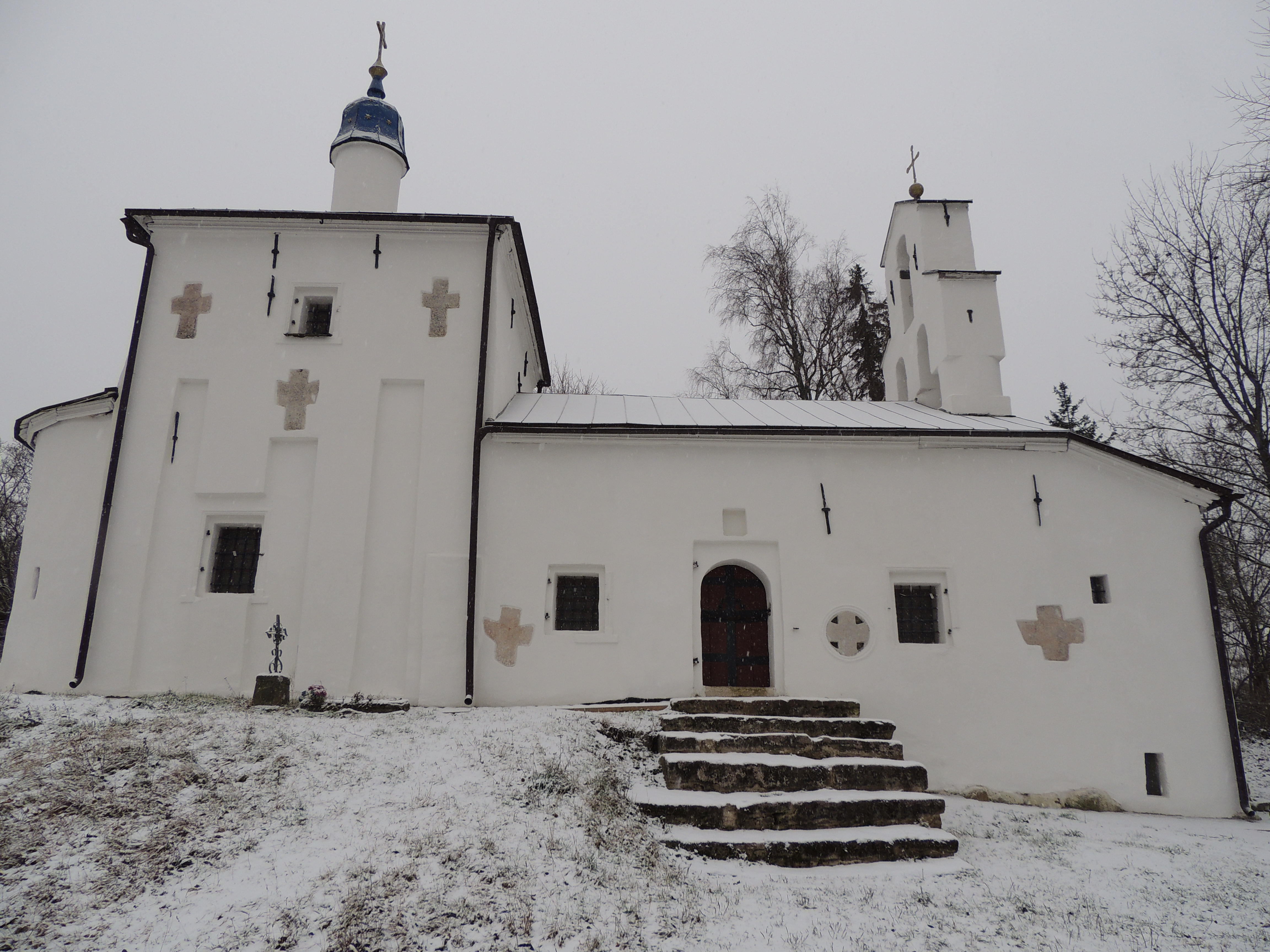
L'édifice enneigé avec son mur nord, où l'on distingue des croix et des fenêtres.

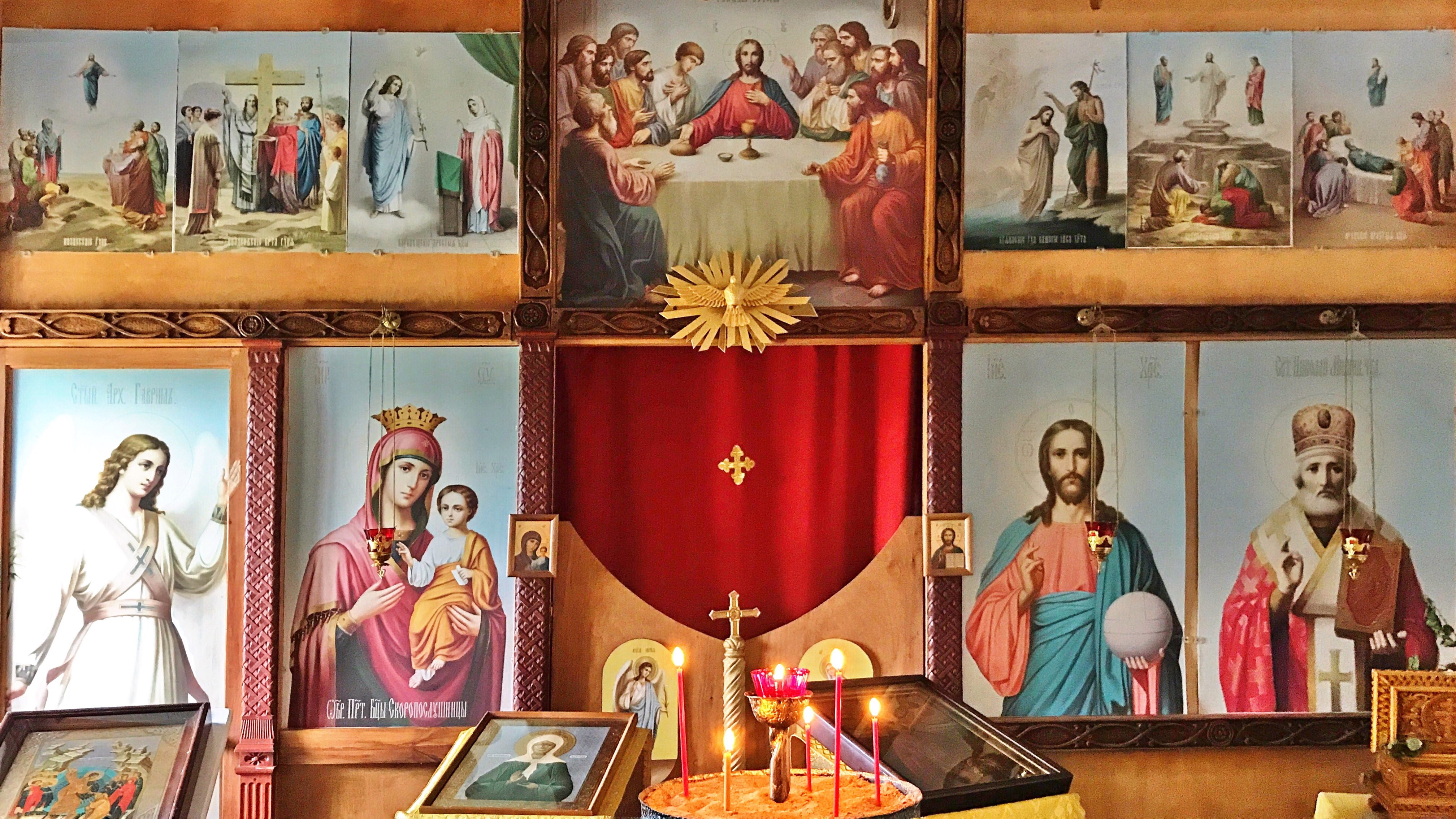
Icônes à l'intérieur de l'église.

Les façades sont que peu décorées. Seul la façade nord est un peu plus décorée car elle pouvait être vue depuis la vallée, le lac Malskoïe, et des villages et localités voisines. Cette façade est ornée de petites niches rectangulaires allongées vers le haut, conception rappelant les églises médiévales de Pskov. Trois croix sont encastrées, une sous la fenêtre et deux sur les côtés de cette fenêtre, sont peintes sur la partie orientale de la façade, et trois autres sont sur autres croix sont sur la partie occidentale de la façade nord. Elles sont peintes en noir et entourées de minces cadres en stuc. Des croix du même style se retrouvent à l'intérieur de l'édifice. Une des croix de la partie orientale de la façade nord est dans un cadre rond. La porte du mur est nord est à deux vantaux, construits en bois avec du solin, tandis que les consoles et chaînes sont en métal.
Quant aux autres façades, la façade sur ne possède qu'une seule niche verticale. Sur le mur oriental, on retrouve deux fenêtres. Pour le mur ouest, il y a deux niches portes dans des niches profondes, couvertes de plafond à caissons. L'entrée du réfectoire est au sud de l'édifice, et l'entrée du sous-sol au nord. Cette composition inhabituelle pour les entrées s'explique par la géologie, car il y avait au sous-sol une source « d'eau bénite », qui était importante.

### Autres éléments

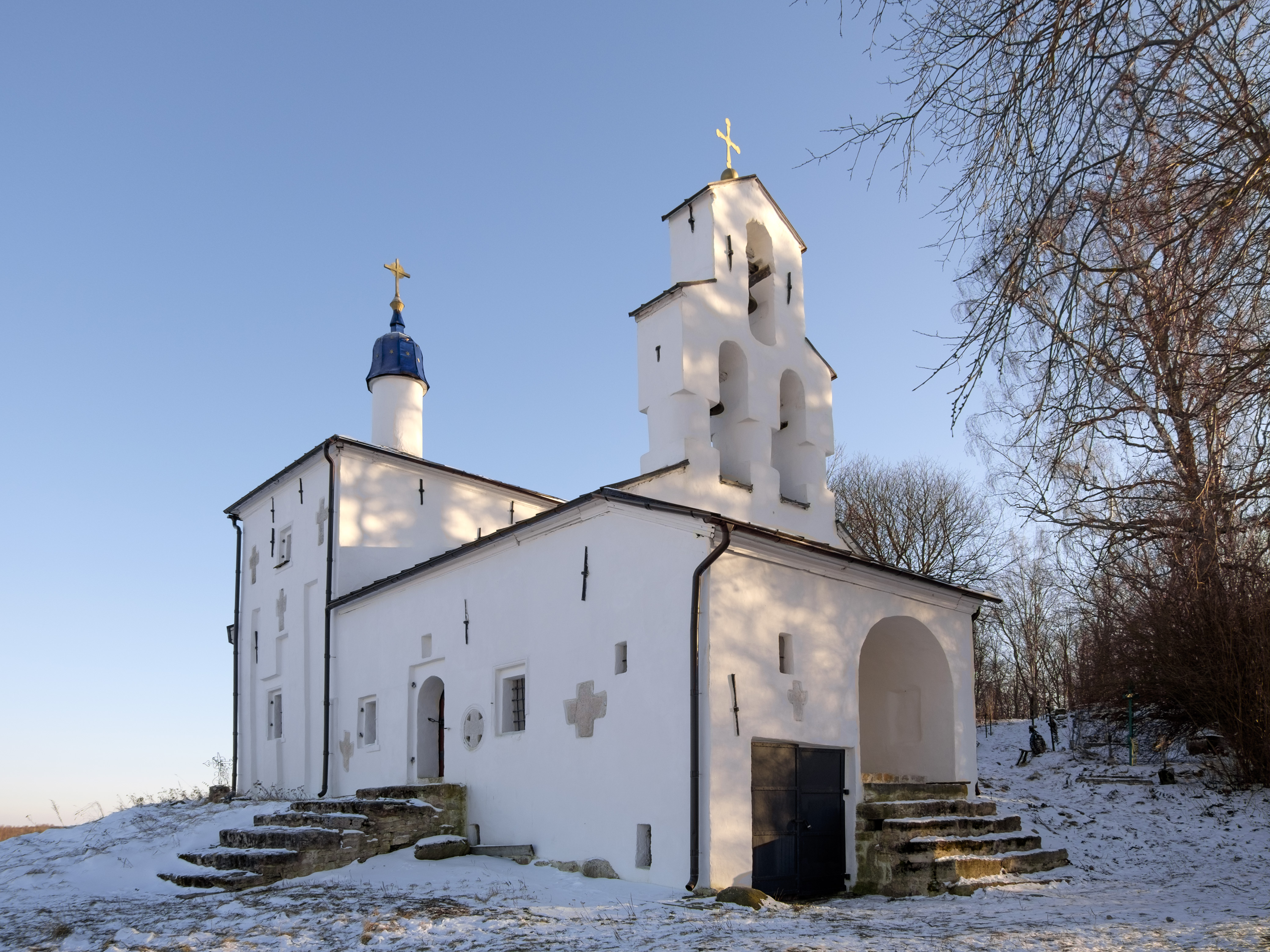
L'entrée du sous-sol est devant, celle du rez-de-chaussée à gauche.

À l'intérieur, la voûte présente un trou rond au centre, indiquant que le tambour était autrefois léger (en bois). La salle centrale de l'édifice est éclairé par de petites fenêtres. Il y a deux fenêtres sur le mur nord, une au sud (et il y a les traces sur le même mur d'une autre qui a été fermée), deux sur le mur oriental et celle de l'ouest est bloquée. Deux traverses métalliques parcourent l'édifice du nord au sud et d'ouest en est. L'abside est couverture d'une voûte. Le mur ouest possède une grande ouverture cintrée reliant la nef au réfectoire. Dans le vestibule se trouve une petite tente (ru)couverte d'une voûte en caasson. Le sous-sol de l'église est lui couvert de voûtes en caisson.
Le clocher (beffroi) de l'église joue un rôle important pour la formation de la silhouette de l'église. Il ne ressemble pas à aux nombreuses église de l'architecture de Pskov, et a une ressemblance vague avec celui de l'église Saint-Nicolas-le-Thaumaturge-du-Torg. L'église et son clocher était une sorte de point lumineux sur fond de masse vert pour distinguer la colonie fortifiée,.